# Provincia Buriram
Buriram (în thailandeză บุรีรัมย์) este o provincie (changwat) din Thailanda. Situată în regiunea de Nord-Est, provincia Buriram are în componența sa 23 districte (amphoe), 189 de sub-districte (tambon) și 2212 de sate (muban). 
Cu o populație de 1.542.842 de locuitori și o suprafață totală de 10.322,9 km2, Buriram este a 6-a provincie din Thailanda ca mărime după numărul populației și a 17-a după mărimea suprafeței.